# BC Prievidza
El BC Prievidza es un equipo de baloncesto eslovaco con sede en la ciudad de Distrito de Prievidza, que compite en la SBL, la máxima competición de su país. Disputa sus partidos en el NIKÉ ARENA , con capacidad para 3.00 espectadores.

## Nombres
- 1947–1952 Sokol Prievidza
- 1952–1953 Carpathia Prievidza
- 1953–1957 Tatran Prievidza
- 1957–1964 Lokomotíva Prievidza
- 1964–2004 Baník Cígeľ Prievidza
- 2004–2009 HBK Prievidza
- 2009-presente BC Prievidza

## Posiciones en liga
- 1993 - (5)
- 1994 - (1)
- 1995 - (1)
- 1996 - (2)
- 1997 - (3)
- 1998 - (4)
- 1999 - (5)
- 2000 - (6)
- 2001 - (5)
- 2002 - (9)
- 2003 - (10)
- 2004 - (10-1)
- 2005 - (1-2)
- 2006 - (12-1)
- 2007 - (2-2)
- 2008 - (10-1)
- 2009 - (3)
- 2010 - (5)
- 2011 - (7)
- 2012 - (2)
- 2013 - (6)
- 2014 - (2)
- 2015 - (1)

## Palmarés
- Campeón Czechoslovak Championship - 1989, 1993
- Campeón Slovakian Extraliga - 1994, 1995, 2012
- Campeón 1.Liga - 2005
- Subcampeón Slovakian Extraliga - 2014, 2015

## Jugadores destacados
| - Stjepan Gavran - Corey Hallett - Luka Cutuk - Kresimir Herceg - Luka Jovanovic - Drazen Klaric - Dario Livajic - Dejan Meznaric - Hrvoje Puljko - Ivan Rudež - Ante Samac - Ivan Simulic - Stjepan Tesija - Zvonimir Tucakovic - Nikola Vladovic - Mikkel Plannthin - Mario Díez - Pavel Bosak - Petr Kuffa - Zeljko Loncarevic - Marek Muzik - Tomas Reimer - Rostislav Uhlir | - Tomas Vorlicek - Tomas Voslajer - Sullivan Phillips - Liam Potter - Lester Prosper - Oleg Meleščenko - Milos Lopicic - Milan Andanovic - Kasper Averink - Johan Roijakkers - Miroslaw Lopatka - Borut Rozman - Miloš Babić - Nikola Bilos - Sasa Mijajlovic - Milos Miljkovic - Goran Popovic - Marko Tanaskovic - Milojko Vasilic - Nenad Vucic - Brandon Barton - Ivan Chrenka - Peter Chrenka | - Martin Nuchalík - Peter Jančura - Miloš Lettrich - Juraj Pasovský - Jaroslav Kraus - Ľuboš Krivošík - Marián Stopka - Ľubomír Uhnák - Miroslav Marko - Ľuboš Jelačič - Jozef Lovík - Jaroslav Štefánik - Branislav Jašš - Viliam Ridzoň - Roy Booker - G.W.Boon - Sampson Carter - Bobby Davis - Jontel Evans - Barkley Falkner - Richard Field - Paul Gause - Nate Gerwig | - David Godbold - Tahric Gosley - Joseph Harris - Dijuan Harris - Evan Harris - Gregory Immink - Corey Jefferson - Reggie Jones - Christopher Jones - Justin Manns - Corey Pelle - Willie Powers - Darris Santee - Ali Thomas - Tarvis Williams - Ray Willis - Sejo Bukva - Ivica Blagojevic - Flinder Boyd - Nicholas Livas - John García - Remi Yusuf |